# Mirnopilia
Mirnopilia (en ucraniano: Мирнопілля, romanizado: Mirnopillia) es un pueblo ucraniano perteneciente al óblast de Odesa. Situado en el suroeste del país, es parte del raión de Bíljorod-Dnistrovski y del municipio (hromada) de Sarata.

## Toponimia
El nombre del asentamiento en otros idiomas de importancia en el asentamiento es Mirnopole (en ruso: Мирнополье) o Friedensfeld (en alemán: Friedensfeld; en rumano: Friedensfeld).

## Geografía
Mirnopilia forma parte de la región histórica de Budyak.

## Historia
En 1945, tras la expulsión de los alemanes locales, el pueblo de Friedensfeld pasó a llamarse Mirnopilia por decreto de la RSS de Ucrania.

## Demografía
La evolución de la población de Mirnopilia entre 1989 y 2001 fue la siguiente:
| 436                                                           | 442 |
| (Fuente: Cities & Towns of Ukraine y UKRAINE: Größere Städte) |     |

Según el censo de 2001, la lengua materna de la mayoría de los habitantes, el 71,72%, es el ucraniano; del 20,81% es el rumano; 5,43% es el ruso; y el búlgaro, 1,81%.